# Rudolf Boden
Rudolf Boden (* 8. März 1917; † 31. Oktober 1972) war ein deutscher Fußballspieler.

## Werdegang
Der Außenläufer Rudolf Boden begann seine Karriere beim SV Grüna aus Chemnitz. Nach dem Ende des Zweiten Weltkrieges wechselte er zu Arminia Bielefeld und stieg im Jahre 1949 mit der Arminia in die seinerzeit erstklassige Oberliga West auf. Für die Arminia lief Boden in der Saison 1949/50 elf Mal auf und erzielte dabei ein Tor, konnte aber den Abstieg seiner Mannschaft nicht verhindern. Boden wechselte daraufhin zum FC Singen 04, der gerade in die Oberliga Süd aufgestiegen war. Für Singen erzielte Boden in 34 Spielen sieben Tore, konnte aber auch hier den Abstieg seiner Mannschaft nicht abwenden. In der Saison 1951/52 war er für Marathon Remscheid aktiv, danach bis 1954 wieder beim FC Singen 04 in der II. Liga Süd. Anschließend wechselte er als Amateur zum SC Südstern Singen, mit dem er bis in die I. Amateurliga Südbaden aufstieg.